# ビュート (地形)

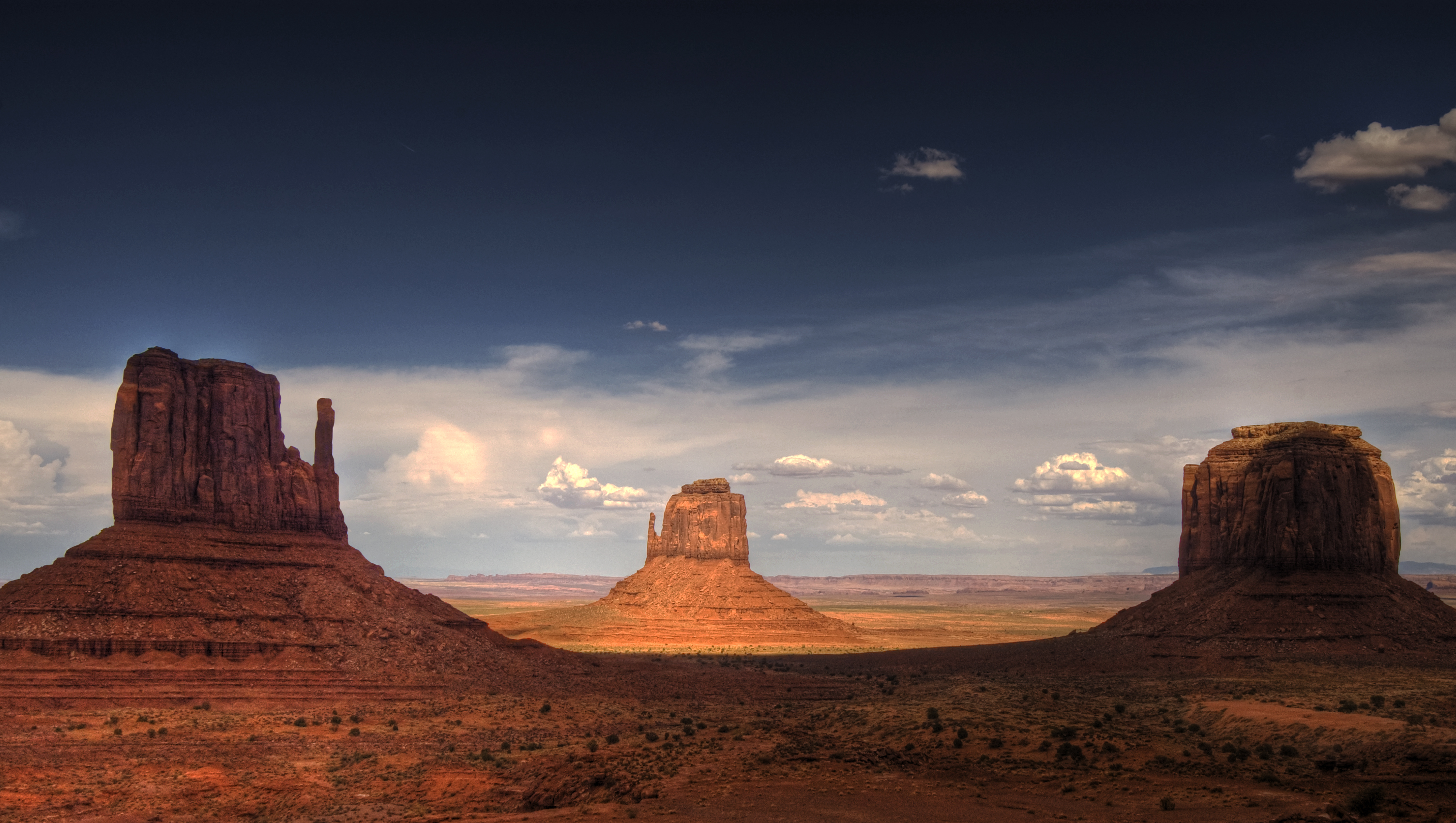
東西のミトン・ビュートとメリック・ビュート (アリゾナ州モニュメントバレー)

ビュート（butte [bjuːt]）は、差別侵食によって形成された孤立丘。斜面は急峻でときにほぼ垂直に伸び平坦な頂上は比較的狭く、ホッグバック、ケスタを含む典型的な組織地形のうちメサ、台地、テーブルマウンテンのなかで最も規模が小さい。アメリカ合衆国中西部や北西部など特定の地域で「ビュート」は丘という意味で広く使われ、ビュートの原語はフランス語で「小さい丘」を意味する。アメリカ西部一帯で日常に使われることばで、特に南西部では規模の大きな丘「メサ」と呼び分けている。特色のある形は平原や山がちの地域で標識代わりに使われることが多い。
ビュートとメサを区別するため、自然科学の研究者は経験上、丘の高さと比べると頂上の長い場合をメサ、頂上の短い場合をビュートと分けている
。

## 日本のビュート
日本の国土交通省は「地質を反映した地形」の定義にビュートを「メサが開析され、頂面が小さい孤立丘」、メサを「水平な硬岩層に覆われたテーブル状の高地で周囲の一部を急崖で囲る」としている。国内のビュートの例は伐株山 (きりかぶさん、きりかぶやま) (標高 685.5 m)、鷹ノ巣山 (福岡県・大分県)、ほぼ円錐形の大母屋 (おおもや) (標高 526.4 m) は十和田湖に近く奥入瀬渓流の東にあり、八甲田山の土筆森 (つくしもり) (標高 579.0 m) あるいは讃岐富士と呼ばれる飯野山 (香川県) (標高 421.87 m)をふくむ。
メサは屋島の他万年山、荒船山、五色台、城山 (香川県)にも見られる。浸食の段階で孤立丘になる前の状態は碓氷軽井沢インターチェンジ北東の高岩が見せている。

## ビュートの典型
非常に形がはっきりして一般によく知られているものはアリゾナ州モニュメントバレーにあり、東と西が一対のミトン・ビュートen:West and East Mitten Buttesは親指を広げた左右のミトンの形。モニュメントバレーは多くの西部劇映画が撮影された地であり、ジョン・フォード監督の7作はビュートを背景に描かれた作品の代表である。ワイオミング州北東部のデビルスタワーは餅盤 (ラコリス) 状ビュートで、成分は火成岩であり砂岩や石灰岩などの堆積岩ではない。

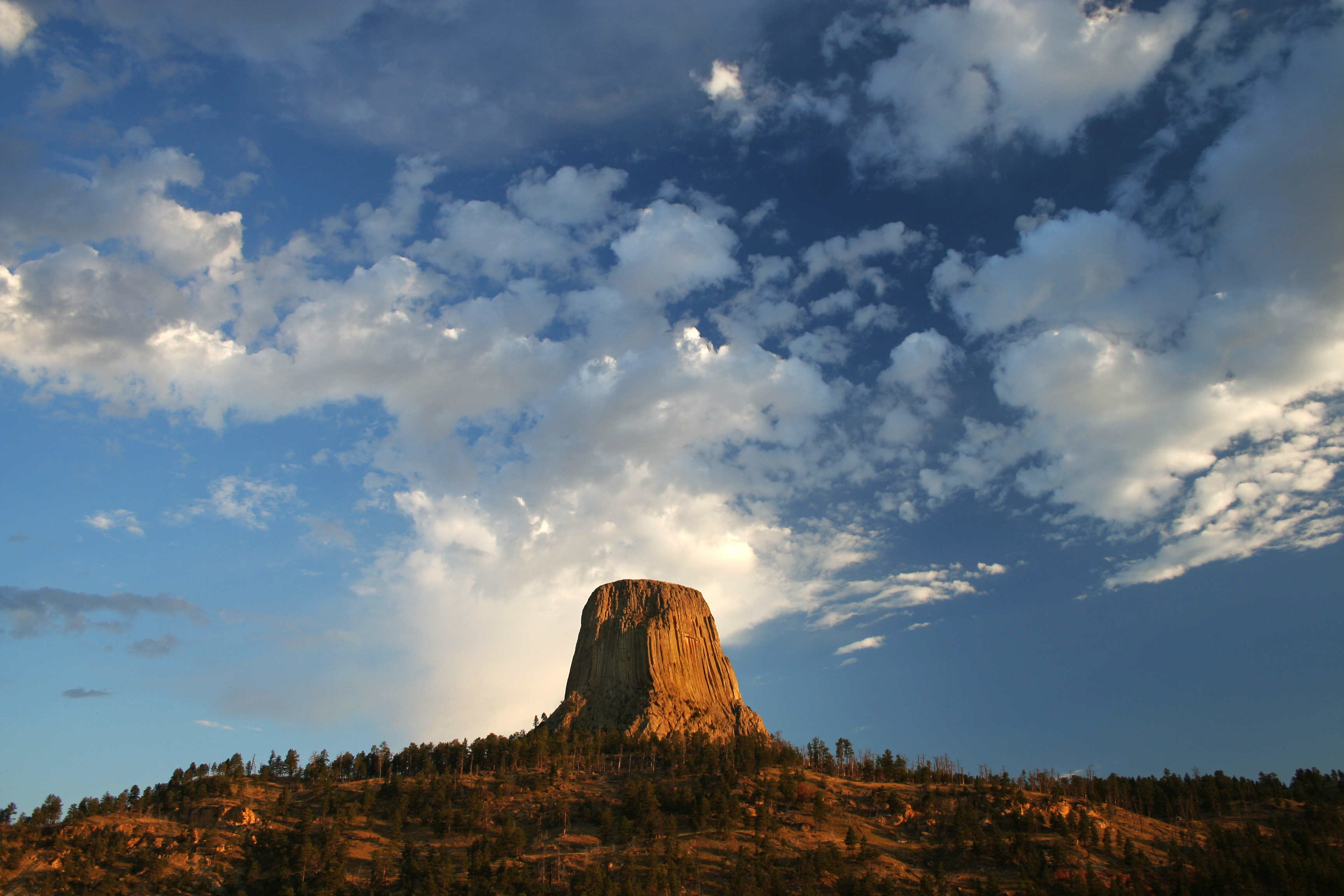
ワイオミング州デビルスタワー

ビュートという名前のついた丘、あるいはビュートと思われているが特徴に当てはまらないものは3つあり、ネブラスカ州のスコッツ断崖(5つ連なる崖) 、コロラド州のクレステッド・ビュート (高さ12,168 ft (3,709 m)の山) 、ニューメキシコ州のエレファント・ビュート (現在はエレファント・ビュート貯水池に浮かぶ島) である。
頂上が平らではないビュートでアメリカで有名なものはサウスダコタ州のベア・ビュートとオレゴン州ブラックビュート。名前が「ロック」であってもネブラスカ州コートハウス＝ジェイル・ロックはビュートである。あるいはカミアキン・ビュート、チェラン・ビュート (いずれもワシントン州) は大きな丘で、厳密には異なるものの「ビュート」と呼ばれる。

## 生成
ビュートの生成はキャップロックが上に、軟質の岩石が下に重なり、次第に浸食されて上の層が残ってできる。キャップロックはさらに下層の浸食しやすい地層を風食から守ることから孤立丘ができ、削磨と風食で浸食を受けて剥がれ落ちた岩屑類あるいは崖錐堆積物が積もって崖錐斜面を形成しビュートができる。規模は小さいが同じ過程をたどって土柱が生まれる。

## ギャラリー

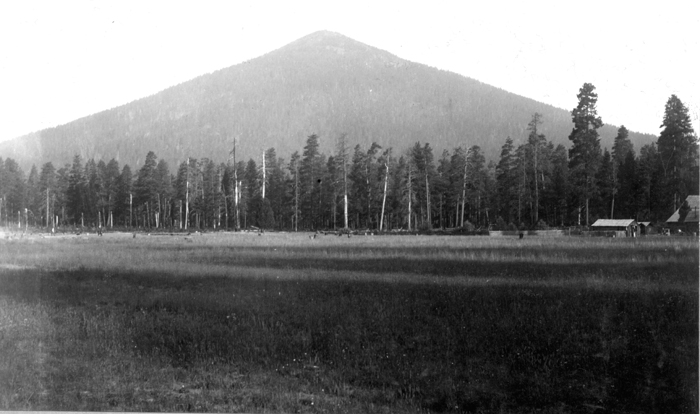
ブラックビュート (オレゴン州のシスターズ市郊外)
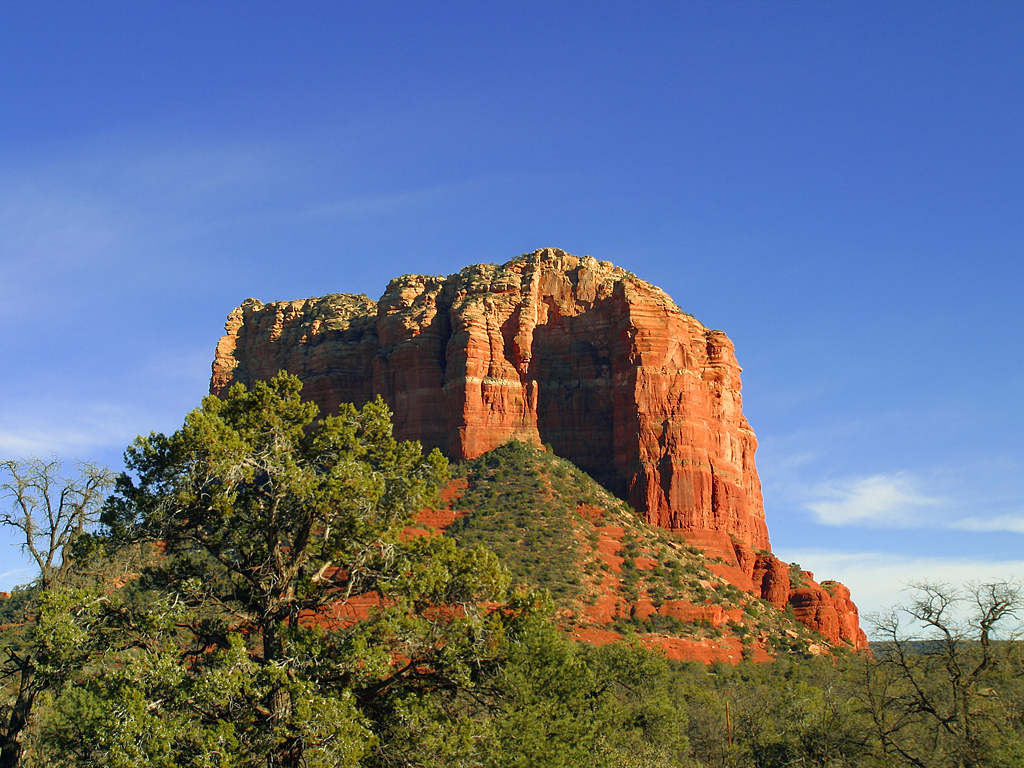

- コートハウス=ジェイル・ビュート (アリゾナ州セドナ)
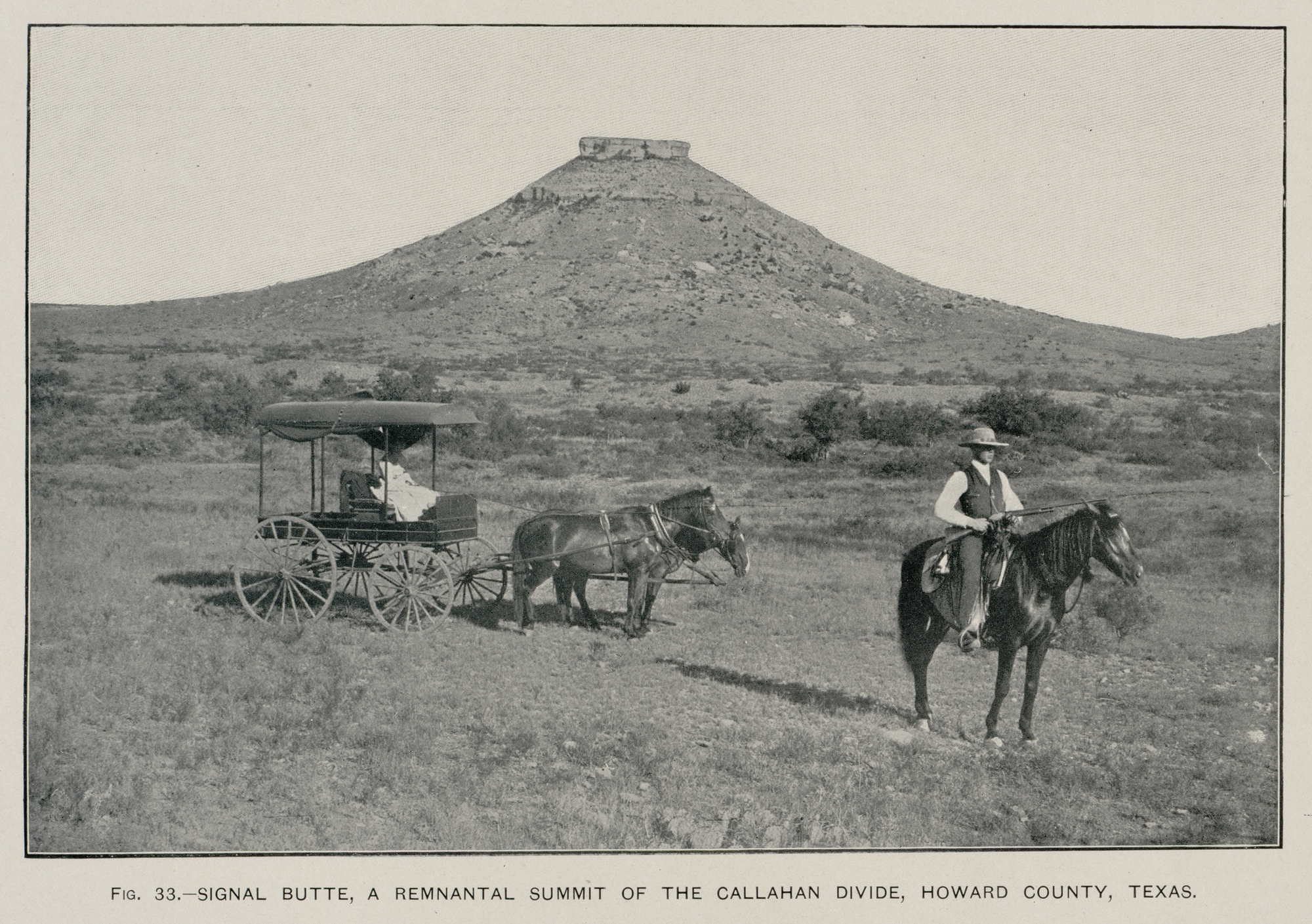
ロバート・ヒルと背景のシグナル・ビュート。 (テキサス州西部のビッグスプリングス近郊)
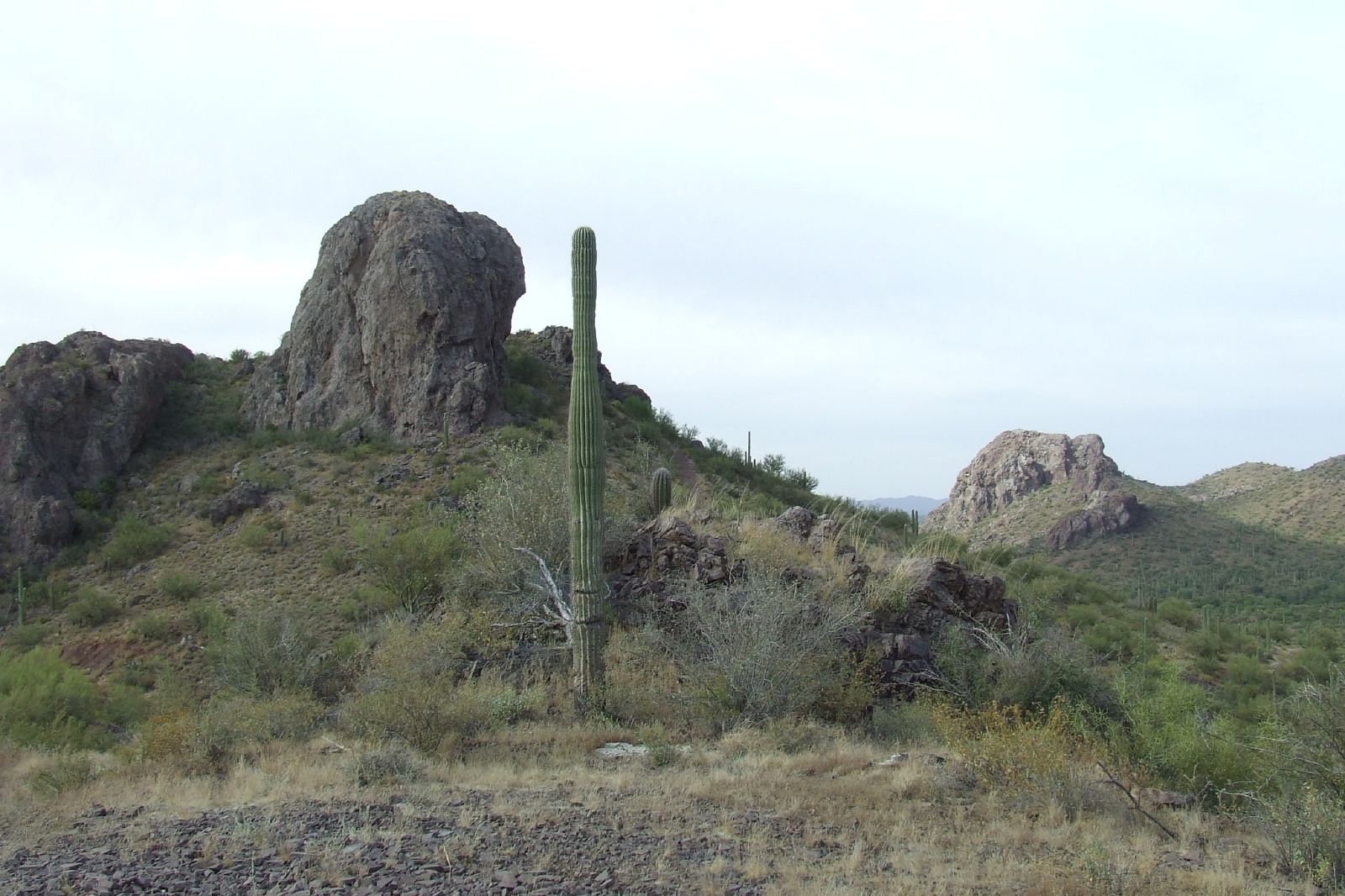
アウルヘッド・ビュート (ツーソン北西部、トルトリータ山地)
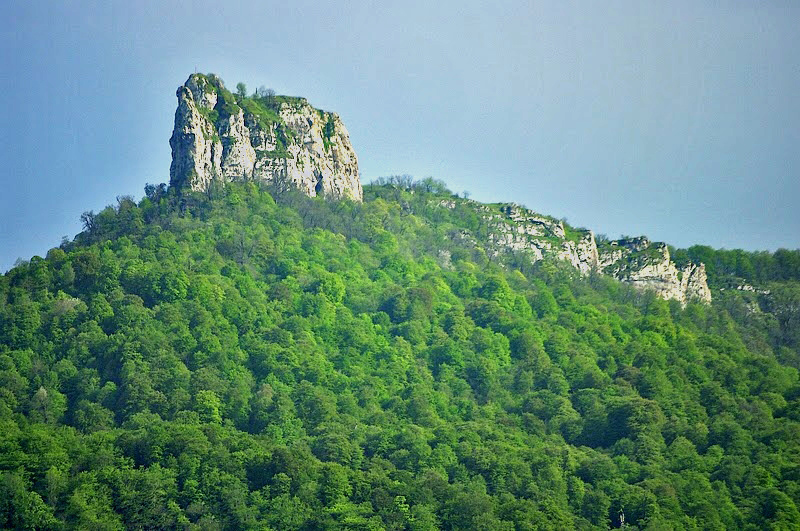
アゼルバイジャンの中世に砦が築かれたビュート(ナゴルノ・カラバフホジャリ県) 。石灰岩のビュートの上に築かれた。(アゼルバイジャン・ナゴルノ・カラバフ)